# Pendarus crucifix
Pendarus crucifix är en insektsart som beskrevs av Hamilton 1975. Pendarus crucifix ingår i släktet Pendarus och familjen dvärgstritar. Inga underarter finns listade i Catalogue of Life.